# Contee del Delaware

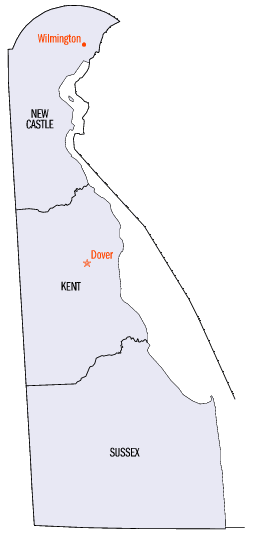
Contee del Delaware

Le contee del Delaware, Stato federato degli Stati Uniti d'America, sono tre. Il Delaware ha, pertanto, il minor numero di contee della nazione.
Di seguito è riportata una lista con i dati inerenti alla data di fondazione, al capoluogo, alla superficie, agli abitanti e alla collocazione nello Stato di ciascuna contea.  
| Contea     | Fondazione e storia                                                                                 | Capoluogo  | Superficie (km²) | Abitanti | Mappa |
| ---------- | --------------------------------------------------------------------------------------------------- | ---------- | ---------------- | -------- | ----- |
| Kent       | 1680, creato dal distretto di Whorekill (Hoarkill). Precedentemente era nota come St. Jones County. | Dover      | 2.072            | 162.310  |       |

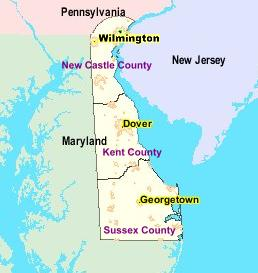
Contee del Delaware

| New Castle | 1664, in precedenza New Amstel                                                                      | Wilmington | 1.279            | 538.479  |       |
| Sussex     | 1664                                                                                                | Georgetown | 3.098            | 197.145  |       |